# Tamara Platonovna Karsavina
Tamara Platonovna Karsavina (tiếng Nga: Тама́ра Плато́новна Карса́вина; 10 tháng 3 năm 1885 - 26 tháng 5 năm 1978) là một prima ballerina (vũ nữ ba lê chính) người Nga, nổi tiếng xinh đẹp, từng là nghệ sĩ chính của Vũ đoàn Ba lê Hoàng gia Nga và sau đó là Vũ đoàn Ba lê Nga của Sergei Pavlovich Diaghilev. Từ các vở kinh điển đến thể nghiệm mới, bà thu hút công chúng khán giả rộng rãi bằng phong cách nghệ thuật đa dạng của mình. Sau khi định cư tại Hampstead, Luân Đôn, Anh, bà bắt đầu dạy múa ba lê chuyên nghiệp và được công nhận là một trong những người sáng lập ra môn ba lê Anh hiện đại. Bà hỗ trợ thành lập The Royal Ballet (Ba lê Hoàng gia) và là thành viên sáng lập của Royal Academy of Dance (Học viện Múa Hoàng gia), hiện là tổ chức dạy múa lớn nhất thế giới. Cùng với Anna Pavlovna Pavlova, bà được coi là vũ nữ ba lê tiêu biểu nửa đầu thế kỷ 20.

## Gia đình và thuở thiếu thời
Tamara Karsavina sinh ở Sankt-Peterburg, con gái của Platon Konstantinovich Karsavin và Anna Iosifovna (nhũ danh Khomyakova). Là một vũ công chính (principal) và mime trong Vũ đoàn ba lê Hoàng gia, Platon cũng từng là thầy dạy tại Trường ba lê Hoàng gia (Học viện ba lê Vaganova). Trong số học trò của ông có Michel Fokine là bạn diễn tương lai cũng như người yêu của Tamara.
Anh trai của Karsavina là Lev Platonovich Karsavin (1882–1952), một nhà triết học tôn giáo và nhà sử học trung cổ, bị chính quyền Liên Xô trục xuất, về sau bị giam cầm và chết trong một gulag. Tamara là cô của Marianna Karsavina (1910-1993), vợ của nhà văn và bảo trợ nghệ thuật Ukraina Pyotr Petrovich Suvchinsky. Bên họ ngoại, Karsavina là họ hàng xa với nhà thơ tôn giáo, người đồng sáng lập phong trào Slavophile là Aleksey Stepanovich Khomyakov.
Cha của Karsavina từng là học trò cưng của bậc thầy ba lê và biên đạo múa Marius Petipa nhưng mối quan hệ của họ trở nên xấu đi về sau. Karsavina nghi ngờ Petipa đứng sau "âm mưu chính trị" khiến cha cô buộc phải nghỉ hưu sớm. Mặc dù Platon tiếp tục giảng dạy tại Trường Ba lê Hoàng gia cũng như vẫn kèm riêng một số học trò, sự kiện này cũng khiến ông vỡ mộng.
Karsavina viết lại về sau:
| “ | Nhưng tôi nghĩ rằng cú sốc với niềm kiêu hãnh lớn hơn giá trị tiền bạc với họ. Suy cho cùng, chúng tôi luôn sống qua ngày, không bao giờ nhìn trước ngó sau, tiêu nhiều hơn khi có thứ cần chi, dè sẻn lại khi không có. Cha có lý do để mong đợi được tiếp tục giữ lại giống như các nghệ sĩ khác cùng vị trí. Ông đau lòng khi phải chia tay sân khấu.Nguyên vănBut I think the blow to their pride meant more than financial considerations to them. After all, we always lived from hand to mouth, never looking ahead, spending more when there was something to spend, fitting in somehow when there wasn't. Father had reason to expect his being kept for the second service, like other artists of his standing. He was sore at heart parting with the stage. | ” |

## Học tập

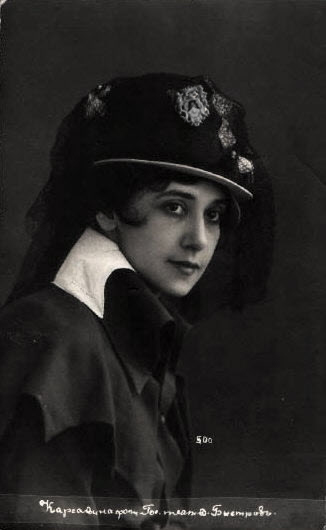
Tamara Platonovna Karsavina, Saint Petersburg, khoảng năm 1915

Đương thời coi Tamara Karsavina là vũ nữ ba lê thông minh nhất và được giáo dục tốt nhất khi đó.
Với trải nghiệm cay đắng của bản thân, Platon ban đầu không cho Karsavina học múa ba lê nhưng vợ ông đã can ngăn.
| “ | Ước mơ của mẹ là tôi trở thành vũ công. "Đó là sự nghiệp đẹp đẽ với phụ nữ," mẹ nói "và mẹ nghĩ từ bé phải hướng về sân khấu, thích trang phục và luôn ngắm trong gương."Nguyên vănMother's dream was to make a dancer of me. "It is a beautiful career for a woman," she would say, "and I think the child must have a leaning for the stage; she is fond of dressing up, and always at the mirror." | ” |

Không xin phép Platon, mẹ Karsavina sắp xếp để con mình bắt đầu học với một người bạn của gia đình là vũ công về hưu Vera Joukova. Vài tháng sau, khi Platon biết con gái đã bắt đầu học múa, ông không lưỡng lự mà trở thành thầy dạy chính cho cô bé. Không hề dễ dàng, Karsavina gọi cha là "người thầy đòi hỏi nhất... và với nhịp điệu ông đưa, tôi phải cố gắng hết sức mình."
Năm 1894, sau bài kiểm tra nghiêm ngặt, Karsavina được nhận vào Trường Ba lê Hoàng gia. Được mẹ thúc giục, Karsavina tốt nghiệp sớm vào đầu năm 1902. Vào thời kỳ đó, phụ nữ bước vào con đường vũ đạo chuyên nghiệp trước mười tám tuổi là điều chưa từng có. Gia đình Karsavina lâm vào cảnh túng quẫn do cha mất vị trí giảng dạy tại trường vào năm 1896. Khoản thu nhập nhỏ mà Karsavina nhận được khi trở thành vũ công của vũ đoàn ba lê sẽ giúp trang trải cuộc sống cả nhà.

## Sự nghiệp
Ngày 1 tháng 6 năm 1902, Karsavina gia nhập vũ đoàn ba lê Nhà hát Mariinsky với vị trí coryphée (dẫn múa) mà không cần qua corps de ballet (vũ công đồng diễn) và đến tháng 4 có màn ra mắt múa đôi (pas de deux) trong vở Javotte của Saint-Saëns. Ngày 1 tháng 5 năm 1904, cô được thăng lên vị trí sujet. Lần đầu vào vai chính trong vở Le Réveil de Flore (Nữ thần mùa xuân Flora thức tỉnh), Karsavina đã không thành công. Ngày 16 tháng 12 năm 1906, cô đảm nhận vai Công chúa trong vở Konyok-Gorbunok (Ngựa gù nhỏ) và được lên vị trí vũ công hạng nhất năm sau đó. Năm 1910, cô nhận danh hiệu prima ballerina. Trên sân khấu Nhà hát Mariinsky, Karsavina giữ vai diễn viên chính trong các vở Giselle, Người đẹp say ngủ, Kẹp Hạt Dẻ, Hồ thiên nga,...
Karsavina cộng tác trong những tác phẩm ban đầu của Michel Fokine. Ngày 8 tháng 3 năm 1907, cô nhảy điệu valse sol giáng trưởng "phiên bản Les Sylphids mới". Lúc đầu, nhà biên đạo múa dành hết cho ưu ái cho Anna Palovna mà không cho rằng Karsavina là diễn viên lý tưởng nên chỉ giao vai hỗ trợ. Ngày 22 tháng 12 năm 1907, Karsavina chỉ diễn "múa lửa Assyria" trong cùng buổi diễn mà Pavlovna ra mắt Thiên nga chết của Fokine.

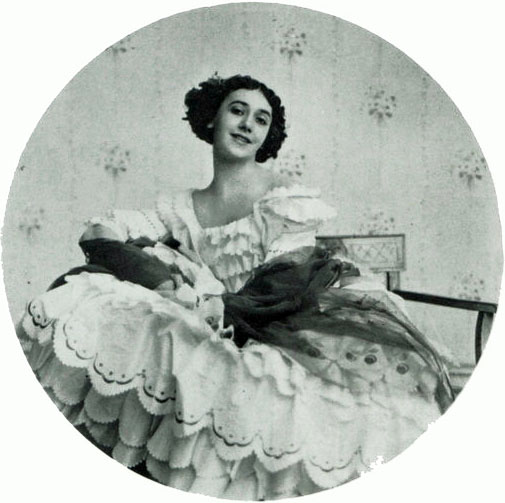
Tamara Karsavina

Mùa hè 1906, Karsavina bắt đầu lưu diễn cùng đoàn G.G.Kyaksht tại các thành phố ở Nga. Sau đó rồi đến Praha (1908), Milan và Luân Đôn (1909), Berlin, Brussels và Luân Đôn (1910). Mùa thu 1913, cô lưu diễn Nam Mỹ cùng đoàn Diaghilev.
Từ năm 1909, theo lời mời của Sergei Pavlovich Diaghilev, Karsavina tham gia chuyến lưu diễn ba lê Nga tại Châu Âu rồi gia nhập vũ đoàn Ballets Russes của ông.  Những vai nổi tiếng nhất của Karsavina trong giai đoạn hợp tác với Diaghilev có thể kể trong các vở như Chim lửa, Le Spectre de la Rose (Hồn ma của đóa hồng), Carnaval (Lễ hội hóa trang), Petrushka (do Fokine dàn dựng), Le tricorne (Mũ ba góc),... Karsavina nói vai diễn đáng nhớ nhất là nữ hoàng Samakhan trong vở ba lê kiệt tác Le Coq d'Or (Золотой петушок - Gà trống vàng) của Fokine. Theo sử gia ba lê Xô viết Krasovskaya, Karsavina "đã lột tả chính xác nhất hình tượng nữ anh hùng của Fokine,  thu hút và dối lừa, quyến rũ và nguy hiểm". Còn theo Grigoriev, "không ai có thể sánh với Karsavina trong vai Chim lửa ... Không nghi ngờ gì là vai này được tạo ra chỉ dành riêng cô."
Ngày 15 tháng 5 năm 1918, Karsavina diễn buổi cuối cùng tại Nga với vai Nikia trong vở La Bayadère (Vũ công đền thờ).
Năm 1918, ngay trước khi người Bolshevik phát động Khủng bố Đỏ thời đầu Nội chiến Nga, Karsavina rời Nga và chuyển đến Paris. Tại đây, cô tiếp tục diễn cho Ballets Russes với tư cách là một vũ công ba lê hàng đầu. Đầu thập niên 1920, Karsavina xuất hiện với vai trò khách mời trong một số phim câm tại Anh và Đức. Năm 1930, cô múa đôi với Harold Turner.

### Thời kỳ đỉnh cao cùng Diaghilev
Krasovskaya viết: "Tên tuổi Anna Pavlova và Tamara Karsavina gắn liền với sự hưng thịnh của trường phái ba lê ấn tượng đầu thế kỷ 20... Vinh quang của Karsavina cũng mang tầm thế giới, không hề thua kém Pavlova. Cả hai cái tên thường được xướng cạnh nhau và tương phản lẫn nhau."
Năm 1909, Karsavina tham gia vào chuyến lưu diễn ba lê Nga đầu tiên của Diaghilev tại Paris. Năm 1910, sau khi Palovna rời vũ đoàn, Karsavina thay thế để trở thành vũ nữ chính. Thế chiến thứ nhất bùng nổ khiến các buổi lưu diễn nước ngoài bị dừng lại trong giai đoạn 1915-1918, ngoài ra Karsavina cũng mang bầu và sinh con vào năm 1916. Những buổi diễn ra mắt thành công của Karsavina đã giúp những vở trở thành kiệt tác kịch mục của vũ đoàn như Les Sylphides, Carnaval, Chim lửa, Hồn ma của đóa hồng, Petrushka,... Riêng với Chim lửa, Krasovskaya đánh giá “Chim lửa Karsavina trở thành một trong những biểu tượng nổi bật đương thời, giống như Thiên nga Pavlova. Những hình tượng này được Fokine tạo ra cho hai trong số những vũ công vĩ đại nhất,... Con chim biến thành một thiếu nữ thần kỳ, không thù hận không yêu thương."
Nhờ Fokine và Diaghilev, Tamara Karsavina, Anna Pavlova và Vaslav Nijinsky trở nên nổi tiếng thế giới trong chuyến lưu diễn đầu tiên đến Paris. Từ đó, Karsavina ký được hợp đồng với London Coliseum. Cho đến cuối đời Diaghilev, Karsavina vẫn giữ mối quan hệ nồng ấm  và dành chương cuối cùng trong hồi ký của mình cho ông, hoàn thành vào năm ông mất. Trong tái bản hồi ký ngày 20 tháng 10 năm 1947, Karsavina viết: “Tôi viết xong cuốn sách này vào ngày 20 tháng 8 năm 1929, ngày tôi nghe tin Diaghileff qua đời. Tôi không thay đổi những điều đã viết về anh: như thể anh vẫn còn sống mà tôi từng biết. Trong phiên bản sửa đổi này cũng vậy. Nhưng tôi đã thêm một chương để mang lại sự khái quát các đặc điểm tính cách của Diaghileff, vốn rải rác trong cả sách." Karsavina múa chính một phần ba các buổi diễn ra mắt (22 trong tổng số 67 buổi biểu diễn ra mắt; ngoài ra không rõ về vũ khúc trong Le Festin) và cũng tham gia các hoạt động khác của vũ đoàn Diaghilev.
Danh sách các buổi diễn ra mắt của Karsavina dưới đây lấy thông tin từ Grigoriev:
Năm 1909

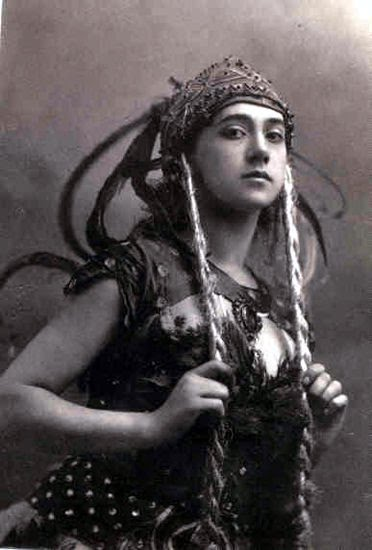
Karsavina trong Chim lửa (1910)

do Fokine dàn dựng tại Châtelet, Paris
- Le Festin - công chúa Florina (19 tháng 5)
- Les Sylphides - Valse (2 tháng 6)
- Cléopâtre (2 tháng 6)

Năm 1910 tại Nhà hát Opéra Garnier
- Carnaval - Columbine (20 tháng 5 tại Berlin, 4 tháng 6 tại Paris)
- Giselle - Giselle (18 tháng 6, múa cùng Nijinsky)
- L'Oiseau de feu (Chim lửa) - Chim lửa  (25 tháng 6, múa cùng Fokine)
- Les Orientales (25 tháng 6)

Năm 1911
- Le Spectre de la rose - cô gái trẻ (múa đôi hay nhất với Nijinsky và tuyệt tác trong vai này,[37] 19 tháng 4 tại Opéra de Monte-Carlo)
- Narcisse (Opéra de Monte-Carlo, 26 tháng 4)
- Petrushka (múa đôi hay nhất với Nijinsky, Châtelet, 13 tháng 6)

Năm 1912
- Le Dieu bleu - cô gái trẻ (hoặc cô gái Ấn Độ, múa cùng Nijinsky, Châtelet, 13 tháng 5)
- Tamara - Tamara (múa cùng Bolm, Châtelet, 20 tháng 5)
- Daphnis et Chloé - Chloé (múa cùng Nijinsky, Châtelet, 8 tháng 6)

Năm 1913
- Jeux (diễn cùng Nijinsky, do Nijinsky dàn dựng tại Théâtre des Champs-Élysées, 15 tháng 5)
- La tragédie de Salomé - Salomé (diễn cùng Gavrilov, do B. G. Romanov sản xuất tại Théâtre des Champs-Élysées, 12 tháng 6)

Năm 1914
do Fokine dàn dựng
- Les Papillons (Opéra de Monte-Carlo, 16 tháng 4)
- Le Coq d’Or - nữ hoàng Samakhan (Garnier, 24 tháng 5)
- Midas - hoàng hậu Oread (Garnier, 2 tháng 6)

Năm 1919
- Le tricorne - vợ người xay bột (22 tháng 7, lần đầu do Léonide Massine đạo diễn tại Nhà hát Alhambra, Luân Đôn)

Năm 1920
do Massine dàn dựng tại Nhà hát Garnier, Paris
- Le chant du rossignol - chim sơn ca sống (2 tháng 2)
- Pulcinella - Pimpinella (15 tháng 5)
- Zhenskie prichudy (Женские причуды, 27 tháng 5)

Năm 1926
- Roméo et Juliette - Juliet (diễn cùng Serge Lifar, do Bronislava Nijinska sản xuất, Monte-Carlo, 4 tháng 5)

## Đời tư
Năm 1904, theo lời mẹ khuyên, Karsavina từ chối lời cầu hôn của Michel Fokine. Điều này khiến hai người khó xử trong thời gian dài, cũng như tô điểm cho mối quan hệ của họ về sau. Cô kể lại rằng Fokine hiếm khi trò chuyện với mình ngoài phòng tập.
Năm 1907, lại theo lời mẹ, cô kết hôn với viên chức Bộ tài chính Vasili Vasilievich Mukhin (1880 - mất sau 1941) trong nhà nguyện của Trường Ba lê. Mukhin cũng thỉnh thoảng đi cùng vợ trong các chuyến lưu diễn Diaghilev.
Tháng 6 năm 1918, một năm sau khi ly hôn với Mukhin, Karsavina kết hôn với nhà ngoại giao Anh Henry James Bruce (1880–1951). Hai người có với nhau một con trai Nikita (1916–2002).

## Giai đoạn sau
Bà chuyển đến Hampstead, Anh sau khi giúp thành lập The Royal Ballet (Nhà hát Ba lê Hoàng gia).
Tháng 3 năm 1930, Karsavina xuất bản hồi ký Theatre Street: The Reminiscences of Tamara Karsavina (Phố nhà hát: Hồi tưởng của Tamara Karsavina). Chồng của Karsavina khẳng định rằng bà tự viết hồi ký bằng tiếng Anh. Các ấn bản tiếp theo bằng tiếng Nga (và các ngôn ngữ khác) là bản dịch.
Năm 1931, Karsavina rời sân khấu.
Karsavina đôi lúc hỗ trợ việc dựng lại các vở bà từng múa, đặc biệt là Le Spectre de la Rose, bà huấn luyện Margot Fonteyn (Fonteyn được hướng dẫn trực tiếp kiệt tác Chim lửa)và Rudolf Nureyev. Bà là giáo viên ba lê của Lady Ursula Manners. Năm 1959, bà tư vấn cho Sir Frederick Ashton một trong những vở dựng lại quan trọng nhất là La Fille Mal Gardée cho The Royal Ballet. Bà hướng dẫn đoạn thoại mime nguyên gốc của Petipa cho màn "When I'm Married" và vũ đạo cho màn "Pas de Ruban", hai phần này vẫn được giữ trong tác phẩm của Ashton.
Từ 1946 đến 1955, bà giữ chức Phó chủ tịch của Royal Academy of Dance (Học viện múa hoàng gia).
Tamara Karsavina qua đời ngày 26 tháng 5 năm 1978 tại Luân Đôn, thọ 93 tuổi.

## Thông tin bên lề
Trong truyện cuối Harlequin's Lane từ bộ truyện The Mysterious Mr Quin (1930) của Agatha Christie, nhân vật nữ chính Anna Denham sau khi chết được nhận diện là nữ diễn viên ba lê thiên tài Anna Kharsanova, người "trong vai tiên nữ chết ám chỉ đến sự kết hợp màn trình diễn của cả hai nghệ sĩ múa ba lê Nga nổi tiếng định cư tại Anh vào cuối thập niên 1910: Anna Pavlova (thiên nga chết) và Tamara Karsavina (thần nữ). Trong bản dịch của N. Kaloshina sang tiếng Nga, tên nhân vật nữ chính là Anna Karsavina.